# سرخوها
سرخوها (نام علمی: Lutjanus) نام یک سرده از تیره سرخوماهیان است. دامنه پراکنش گونه‌های این سرده اقیانوس اطلس، اقیانوس هند و اقیانوس آرام است. آن‌ها از ماهیان درنده محسوب می‌شوند. زیستگاه این ماهی‌ها آب سنگ‌های مرجانی می‌باشد. تعداد ۷۳گونه ماهی از این سرده تاکنون به ثبت رسیده است.